# Tutti Frutti (Show)
Tutti Frutti (italienisch; „alle Früchte, gemischte Früchte“) war die deutsche Version der italienischen Erotik-Spielshow Colpo Grosso (it. etwa:  „der große Coup“). Sie wurde vom 21. Januar 1990 bis zum 21. Februar 1993 auf dem Privatsender RTL plus ausgestrahlt. Insgesamt wurden drei Staffeln mit 150 Folgen produziert. Staffel 1 (1990/91) lief auf einem Sendeplatz am späten Sonntagabend, Staffel 2 (1991/92) wurde freitags ausgestrahlt, Staffel 3 (1992/93) im Wechsel freitags und sonnabends. Tutti Frutti gilt als erste erotische Fernsehshow in Deutschland.
Am 30. Dezember 2016 wurde eine einmalige Neuauflage der Show auf RTL Nitro unter Moderation von Jörg Draeger und Alexander Wipprecht ausgestrahlt.

## Die Sendung

### Produktion
Moderator der Show war Hugo Egon Balder, der von bis zu drei Co-Moderatorinnen unterstützt wurde:
- Staffel 1: Monique Sluyter,[4] Tiziana d’Arcangelo, Nora Wenck
- Staffel 2: Monique Sluyter, Tiziana d’Arcangelo
- Staffel 3: Gabriella Lunghi

Die Sendung wurde staffelweise in den Studios der Produktionsfirma ASA TV in Cologno Monzese (Mailand) gedreht. Die Drehzeit betrug jeweils rund vier Wochen. Das sich mit jeder Staffel ändernde Bühnenbild, das Format und große Teile der Besetzung wurden dabei komplett von Colpo Grosso übernommen, ebenso das auf Italienisch gesungene Titellied. Weitere Colpo-Grosso-Adaptionen liefen in Spanien (¡Ay, qué calor!) und Schweden (Tutti Frutti). In Brasilien wurde eine nicht in Italien gedrehte, sonst aber nahezu vollständig adaptierte Version namens Cocktail gesendet. Auch heute noch werden vor allem die italienischen Aufzeichnungen auf diversen Satellitenkanälen weltweit ausgestrahlt.

### Das BallettCin Cin
Einen nicht unerheblichen Anteil am Erfolg von Tutti Frutti hatte das sogenannte Ballett Cin Cin (im Original: ragazze cin cin), eine Gruppe von Models, die dauerhaft unter Vertrag standen, kleinere Rollen in den Quizrunden übernahmen und sich dabei wenig bekleidet präsentierten. Jedes Model repräsentierte dabei eine bestimmte Farbe bzw. Frucht, unter der manche auch heute noch bekannt sind. Unter anderem waren hier Stella Kobs als Zitrone (Staffel 1) und Elke Jeinsen als Erdbeere (Staffel 3) zu sehen, beide ehemalige Playmates des Jahres im deutschen Playboy, sowie Jasmin Capelli (Erdbeere Staffel 1), die schwedische Ehefrau des italienischen Formel-1-Fahrers Ivan Capelli. Viele weitere Mitglieder des Ballett Cin Cin waren mit Fotostrecken in internationalen Männermagazinen vertreten. Die Pornodarstellerin Zara Whites hatte in der italienischen Show ihre ersten Bildschirmauftritte.

### Kandidaten
Pro Sendung traten ein Mann und eine Frau als Kandidaten auf. Dabei handelte es sich fast durchweg um Amateure, die sowohl vor der Kamera als auch mit den Striptease-Einlagen Neuland betraten. Ausnahmen stellten Petra Vieten dar, die 1990 Kandidatin war und auch Auftritte als Euro-Girl hatte, und die später als Pornodarstellerin bekannt gewordene Isabel Golden, die ebenso wie ihr Ehemann, der spätere Pornofilmproduzent Klaus Goldberg, in der Show als Kandidatin mitspielte. Die Kandidaten konnten sich anfangs über die Zeitschrift Neue Revue bewerben, die in der ersten Staffel als Sponsor auftrat, und wurden später von der Hamburger Agentur Euro Casting ausgewählt. In jeder Sendung wurden die Fernsehzuschauer aufgefordert, sich als Kandidat zu bewerben.

### Spielregeln
Die Kandidaten konnten durch recht einfach gehaltene Glücks- und Ratespielrunden Punkte gewinnen, die in abzulegende Kleidungsstücke der so genannten Euro-Girls (Stripperinnen, die jeweils ein europäisches Land repräsentierten) investiert wurden. Weitere Punkte erzielten die Kandidaten durch eigene Striptease-Einlagen, wobei bestimmten Kleidungsstücken ein fester Punktwert zugeordnet war. Die Regeln und Punktwerte unterschieden sich dabei von Staffel zu Staffel. Der Sieger erhielt einen Gewinn von 3000 D-Mark in ECU-Münzen (Staffel 1) bzw. 1000 D-Mark pro erspieltem Länderpunkt (Staffel 2). In Staffel 3 überreichte Balder für jeden erspielten Länderpunkt sofort einen 1000-Mark-Schein, unabhängig vom Ausgang des Spiels.

### Sendungsverlauf
Zu Beginn der Sendung wurden die Kandidaten in kurzen Gesprächen von Balder begrüßt sowie die Assistentinnen, Cin-Cin- und Euro-Girls vorgestellt. Anschließend wählten die Kandidaten je ein Cin-Cin-Girl aus, die vor Moderator Balder die Brüste entblößten und den Kandidaten anhand eines Aufklebers einen zugeordneten Punktwert als Startkapital bescherten. In weiteren Spielen, unter denen einfache Varianten von Roulette, Würfeln, Quizfragen und 17 und 4 sowie die Slot-Machine wiederkehrende Elemente waren, konnten die Kandidaten weitere Punkte hinzu gewinnen. Teilweise mussten bei den Spielen auch Punkte gesetzt werden. Hatten die Kandidaten keine Punkte mehr auf dem Konto, mussten sie selbst mit eigenen Striptease-Einlagen die nötigen Punkte sammeln. Hatten sie stets noch genügend Punkte, bat Moderator Balder den Kandidaten oder die Kandidatin nach einiger Zeit zu einem „freiwilligen“ Strip. Dabei hatte bei den Frauen stets der BH den höchsten Punktwert, bei den Männern die Hose. Die Kandidatinnen und Kandidaten behielten immer mindestens einen Slip an und durften sich nach ihrem Striptease auch einen Bademantel überziehen. Die Bademäntel waren anfangs noch mit einem Werbeaufdruck der Neuen Revue versehen, so dass einige der ersten Sendungen als Dauerwerbesendung gekennzeichnet werden mussten. Später wurde der Schriftzug verpixelt, ab der zweiten Staffel abgeschafft.
In den Unterbrechungen zwischen den Spielen, die teilweise länger dauerten als die Spiele selbst, wurden die von den Kandidaten erspielten Punkte in Kleidungsstücke der Euro-Girls investiert, die diese dann in Strip-Einlagen ablegten. Hatte ein Kandidat eine der Stripperinnen nahezu komplett entkleidet, erhielt er/sie den dieser Stripperin zugeordneten Länderpunkt. Die Tänzerinnen behielten dabei stets einen Stringtanga an. Die Anzahl der insgesamt erzielten Länderpunkte entschied letztlich über den Sieg.
Aufgelockert wurde das Programm durch live gespielte Musikdarbietungen der Studioband (vor allem in der ersten Staffel meist mit Balder selbst am Klavier und Mikrofon). Zudem versuchte Balder regelmäßig, mit Witzen oder ironischen Wortbeiträgen der Sendung einen komödiantischen oder gar anarchischen Anstrich zu verleihen. Einer der Höhepunkte dieser Art war ein Auftritt von Drehbuchautor Hubert Franke, der sich mit Schnauzbart, aber im Minirock und engen Oberteil als Wirsing unter die Cin-Cin-Girls mischte. Bei (zeitlichem) Bedarf kamen kurze, vorher aufgezeichnete Strip-Clips von einzelnen Mädchen des Cin-Cin-Balletts hinzu, die für das italienische Original produziert worden waren. In solchen Einspielfilmen gab es im italienischen Original Colpo Grosso vereinzelt auch einen Komplett-Striptease zu sehen, bei dem auch die letzte Hülle fiel. In der deutschen Version blieb der Intimbereich auch in diesen Szenen durchweg bedeckt.

## Rezeption
Zur Erstausstrahlung von Tutti Frutti befand sich die Bundesrepublik Deutschland im Wandel. Tutti Frutti als erste erotische Fernsehshow im deutschen Fernsehen fungierte sozusagen als eine Art „erotische Maueröffnung“. Die Sendung wurde daraufhin auch als frauenfeindlich kritisiert, zu einem Sittenskandal führte der von Tutti Frutti gewagte Umgang mit Nacktheit indes kaum. Vielmehr dokumentiert die damalige Debatte in der deutschen Boulevard- und auch Qualitätspresse die „vollzogene Normalisierung öffentlich inszenierter Nacktheit.“ Die zumeist vernichtenden Urteile der Fernsehkritik zielten eher auf die fragwürdige Ästhetik der Sendung als auf Moralfragen ab.
Finanziell war Tutti Frutti lange Zeit ein großer Erfolg, da die Werbeeinnahmen den Minutenpreis der Sendung bei weitem überstiegen. Tutti Frutti machte unter anderem durch eine Klageschrift der zuständigen Landesmedienanstalt gegen RTL wegen der Einblendung von Sponsorenwerbung (daher auch die Einblendung Dauerwerbesendung bzw. die nachträgliche Unkenntlichmachung der Logos) auf sich aufmerksam, durch Einspieler mit Strips in 3D (siehe Pulfrich-Effekt) in der zweiten Staffel und durch ein sehr umfangreiches Merchandising (Tonträger, Zeitschriften, Kalender, Videos).
Fans schätzten vor allem den eher anarchischen Charme der Show. „Tutti Frutti war das, was man später mal Kult genannt hätte“, so der Medienkritiker Hans Hoff.

## Neuauflage 2016
RTL gab im Oktober 2016 die Neuauflage der Show bekannt. Die Sendung wurde am 30. Dezember 2016 beim Spartensender RTL Nitro ausgestrahlt. Jörg Draeger führte durch die Sendung, als Co-Moderator fungierte Alexander Wipprecht. Daneben wirkte auch wieder ein sechsköpfiges Cin-Cin-Playboy-Ballett an der Sendung mit, das die sechs ehemaligen Playmates Lea Götz, Annetta Negare, Daria Eppert, Jennifer Martin, Victoria Paschold und Nina Weis bildeten. Monique Sluyter war erneut als Assistentin dabei, während Hugo Egon Balder nur in Einspielern zu sehen war.